# Alphonse Magnien
Pour les articles homonymes, voir Magnien (homonymie).
Alphonse Magnien, né le 9 juin 1837 au Bleymard (Lozère) et mort le 21 décembre 1902 aux États-Unis, est un ecclésiastique français, supérieur du collège St Mary's de Baltimore.

## Biographie
Né sur les bords du mont Lozère, Alphonse Magnien fait des études de lettres au petit séminaire de Chirac, avant de poursuivre l'étude de la philosophie et de la théologie à Orléans. Il est ordonné prêtre en 1862 et devient successivement professeur à Nantes (1864-1865) et Rodez (1866-1869). 
C'est en cette année 1869 qu'il part pour les États-Unis, en qualité de professeur à Baltimore, au séminaire Sainte-Marie de Baltimore (en). En 1878, le Dr Dubreul, supérieur du séminaire, décède. C'est Alphonse Magnien qui est appelé à le remplacer. 
À partir de 1897, sa santé décline, et il se rend plusieurs fois à Paris pour se faire soigner. Il n'abandonne cependant pas son poste. Il ne démissionne finalement qu'en 1902 et décède à la fin de cette année.